# Extreme Noise Terror
Extreme Noise Terror (vaak afgekort tot E.N.T.) behoort tot de grondleggers van het crustcoregenre. De band kwam oorspronkelijk uit Ipswich, Groot-Brittannië en werd opgericht in januari 1985. Extreme Noise Terror stond garant voor agressieve snelle crustpunk,  extreem linkse politiek getinte teksten en dubbele leadvocalen van Dean Jones en Phil Vane.
Gedurende de jaren negentig raakte de band in de vergetelheid en maakten de albums, mede door een groot verloop in bandleden, veel minder impact. Het geluid van de band werd gepolijster en meer metal-georiënteerd. Het vroege werk van de band in de periode 1986-1991 (van Earslaughter tot en met Phonophobia) wordt nog immer als hoogtepunt beschouwd.
Van de originele line-up is momenteel (2006) alleen zanger Dean Jones nog over.

## Wetenswaardigheden
- Zanger Mark 'Barney' Greenway (Napalm Death) en drummer Mick Harris (ex-Napalm Death, Scorn) zijn beiden kortstondig lid van Extreme Noise Terror geweest. Ex-E.N.T. zanger Phil Vane is op zijn beurt lid geweest van Napalm Death.
- ex-Cradle Of Filth leden ‘Was’ en Gian zijn óók lid van E.N.T. geweest.
- E.N.T. en Bill Drummond van de band KLF leerden elkaar kennen bij een Peel-sessie. Dit contact leidde tot E.N.T.’s medewerking aan het nummer ‘3am Eternal’ van KLF.  Een live-uitvoering van het nummer werd opgenomen voor het BBC programma Top of the Pops doch niet uitgezonden daar de omroep de versie niet geschikt vond. Op hun beurt werd het programma door KLF geboycot. De bands traden nog wel samen op op het ambitieuze Brit Awards. Tevens namen beide bands samen het album ‘The Black Room’ op maar deze werd nooit uitgebracht doordat KLF ophield te bestaan.
- Zanger Phil Vane is in de nacht van 22 februari op 23 februari 2011 aan een cerebrovasculair accident (beroerte) overleden.[1]

## Discografie
- Earslaughter Chaos UK split LP (1986) Manic Ears Records
- The Peel Sessions 12" (1987) Strange Fruit Records
- A Holocaust in Your Head LP (1988) Head Eruption Records
- Are You That Desperate EP (1989) Crust Records USA
- In It fFor Life Filthkick split LP (1989) Sink Below Records
- The Peel Sessions '87-'90 CD (1990) Strange Fruit Records
- The Peel Sessions '87-'90 LP (1990) Strange Fruit Records
- The Split Noize Live Ep Patareni split EP (1990) FalSanja Kol'ko'S Records / Debilana Sound
- Earslaughter live LP (1990) Headache Records
- Live & Loud live CD (1990)
- Ear Terror ??? (1991) Headache Records
- A Holocaust in Your Head CD (1991) Distortion Records
- Phonophobia 12" (1991) Discipline Records
- "3 a.m. Eternal" (with The KLF) limited edition 7" (1992) KLF Communications
- Retro-bution CD/LP (1992) Earache Records
- Damage 381 CD (1997) Earache Records
- The Peel Sessions LP (1998) Discipline Records (Reprint)
- Being and Nothing CD (2001) Candlelight Records
- From One Extreme to Another DVD (2003) Candlelight Records
- "Hatred and the Filth" Single (2004) Distortion Records